# Риад, Рахма
Рахма Риад (араб. رحمة رياض‎; род. 19 января 1987, Ирак) — иракская певица и актриса. Дочь иракского певца Абдулредхи Межер ас-Сибахи, более известного как Риад Ахмед. По состоянию на август 2020 года её песня «Waed Menni» входила в десятку самых прослушиваемых песен арабских исполнительниц на YouTube, набрав более 148 миллионов просмотров.

## Биография
Родилась 19 января 1987 года в иракском городе Басра. Участвовала во многих музыкальных конкурсах в арабском мире. Впервые приняла участие в программе «Super Star» в возрасте семнадцати лет и вышла во второй тур, но не вышла в финал. Позже присоединилась к конкурсу «Gulf Star», в котором участвовали исполнители музыки из стран Персидского залива. Участвовала в конкурсе дойдя до финала и совместно с иракским артистом Хайтамом Юсифом исполнила песню «Er7moni Ya Alem», посвящённую иракскому народу и своему отцу.
Её имя стало узнаваемым в арабском мире благодаря участию в шоу «Star Academy». Выступала на сцене со многими арабскими артистами, включая Асалу Насри, Латифу, Ангам и Наваль эль-Зогби. Ей удалось выйти в финал вместе с Нассифом Зейтуном, который был признан победителем, и Мухаммадом Рамаданом, занявшим третье место, в то время как она стала финалисткой. Благодаря своему участию в программе привлекла огромное количество зрителей и получила самый высокий процент голосов, отданных за участника, которому грозило выбывание на ранних этапах.
Её первой работой после Star Academy стал сингл «Khlesna» на ливанском диалекте арабского языка, на который был снят клип в Ливане. Этому предшествовала песня, написанная для Кубка Азии по футболу. Также выпустила песню на арабском диалекте Персидского залива под названием «Moo Galata».
22 августа 2018 года выпустила песню «Waed Menni», написанную Рами аль-Абуди и композитором Али Сабером. Песня имела большой успех, а её клип набрал около 150 миллионов просмотров за два года после выхода, став одним из самых просматриваемых музыкальных клипов на YouTube для артистов из арабских государств Персидского залива и Ирака.
В январе 2021 года присоединилась к музыкальному конкурсу Iraq Idol на канале MBC Iraq в качестве члена жюри. 15 января 2021 года выпустила песню «Athadakom», написанную Акилем аль-Ардом, музыку написал Али Сабером, а дистрибьютером стал Майтам Ала эль-Дин.
29 июля 2021 года выпустила песню «Al Kawkab», которая собрала более миллиона просмотров на YouTube менее чем за 24 часа после выхода. Песня была написана Махером Аль-Аззави, музыку написал Али Сабер, а дистрибьютером стал Мохиб Аль-Рави.
В июле 2021 года канал MBC Iraq продлил её контракт на дополнительный сезон Iraq Idol, который начался в сентябре.
В октябре 2022 года была выбрана для исполнения песни Light The Sky, посвященной чемпионату мира по футболу в Катаре, в сотрудничестве с артистами RedOne, Маналь, Балкис и Норой Фатехи.

## Личная жизнь
23 мая 2021 года объявила о своей помолвке с иракским актёром Александром Улумом. 6 августа 2021 года поженились на скромной церемонии в присутствии членов семьи и родственников. 26 марта 2024 года объявила о рождении дочери Алии. Проживают в Ираке.

## Дискография
- Er7moni Ya Alem
- Moo Galata
- Khlesna (2011)
- Ella Gillilhom (2012)
- Allah Kareem (2013)
- Bosa (2014)
- Anoudi (2015)
- Weinak (2016)
- Hade Hwe (2016)
- Waed Menni (2018)
- Mako Menni (2020)
- Ahki Maa Hali (2020)
- Athadakom (2021)[23]
- Al Kawkab (2021)[24]
- Asaad Lel Goumar (2022)[25]